# '39
"'39" är en låt av det brittiska rockbandet Queen skriven av gruppens gitarrist, Brian May. Låten återfinns på gruppens fjärde studioalbum A Night At The Opera som gavs ut 21 november 1975. På albumet är det May som sjunger, men när bandet spelade låten live var det Freddie Mercury som sjöng. De spelade låten live mellan 1975 och 1979.
Efter Freddies död spelades denna låt på The Freddie Mercury Tribute Concert med George Michael som sångare. May har därefter varit den som sjunger denna låt när Queen har turnerat själva eller med andra artister.